# Élection présidentielle guatémaltèque de 1922

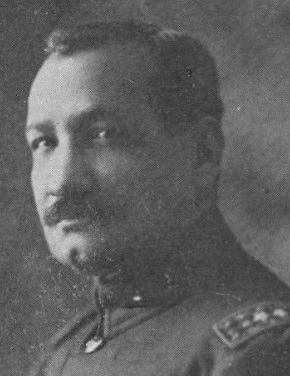
Portrait de José María Orellana

Une élection présidentielle s'est tenue au Guatemala le 22 février 1922. José María Orellana est élu président, bien que les militaires aient réduit l'opposition au silence. Il entame sa présidence le 4 mars de la même année.

## Résultat
| Candidat                  | Parti                      | Votes | %   |
| ------------------------- | -------------------------- | ----- | --- |
| José María Orellana       | Parti libéral              |       | 95  |
| Jorge Ubico               | Parti libéral progressiste |       | 5   |
| Votes invalides et blancs | Votes invalides et blancs  |       | -   |
| Total                     | Total                      |       | 100 |

### Source
- (en) Cet article est partiellement ou en totalité issu de l’article de Wikipédia en anglais intitulé « Guatemalan presidential election, 1922 » (voir la liste des auteurs).